# Domenico Millelire (sous-marin)
Le Domenico Millelire est un sous-marin océanique italien de la classe Balilla construit à la fin des années 1920 pour la Marine royale italienne. 
Le nom du sous-marin est un hommage à Domenico Millelire (1761-1827), un officier italien servant dans la Regia Marina Sarda (Marine de guerre sarde). Il est historiquement considéré comme le premier récipiendaire de la médaille d'or de la valeur militaire des forces armées italiennes .

## Conception et description
La conception de la classe Balilla consistait en une solide double coque qui donnait aux navires une profondeur de plongée maximale de 110 m (350 pieds), bien que le Domenico Millelire ait atteint 122 m (400 pieds) lors d'essais. Les sous-marins ont déplacé 1 427 tonnes en surface et 1 874 tonnes en plongée. Ils mesuraient 86,5 m de long, avaient une largeur de 7,8 m et un tirant d'eau de 4,7 m. Les sous-marins étaient considérés comme ayant une faible stabilité.
Les sous-marins étaient propulsés par deux moteurs diesel Fiat pour la navigation de surface et deux moteurs électriques Savigliano pour l'entraînement de deux arbres en immersion. Ces derniers produisaient respectivement 4 900 ch (3 700 kW) et 2 200 ch (1 600 kW). Le second moteur diesel était destiné à des usages auxiliaires et à la recharge des batteries, ce qui était une nouveauté au moment de la construction des sous-marins. Les sous-marins ont ainsi atteint une vitesse de 16 nœuds (30 km/h) en surface et de 7 nœuds (13 km/h) en immersion. Cependant, la conception initiale prévoyait la possibilité d'atteindre une vitesse de 17,5 nœuds (32,4 km/h) en surface et de 8,9 nœuds (16,5 km/h) en immersion. Les sous-marins de la classe Balilla avaient une autonomie de 13 000 milles nautiques (24 000 km) à 10 noeuds (19 km/h).
La classe Balilla était armée de six tubes lance-torpilles de 533 mm (21 pouces), dont quatre situés à l'avant et deux à l'arrière. Les sous-marins transportaient un chargement de 16 torpilles, avec deux recharges pour chaque tube de proue et une recharge pour chaque tube de poupe.
La classe était également armée d'un canon de pont de 120 mm (5 pouces)/de calibre 27, modèle 1924, qui était placé dans un support blindé dans la partie avant de la tour de contrôle (kiosque). En 1934, la classe a subi un réaménagement qui a permis de transformer le modèle du canon par un de 120 mm (5 pouces) de calibre 45. Les navires ont également reçu deux mitrailleuses de 13,2 mm (0,52 in) placées dans deux affûts simples,.

## Construction et mise en service
Le Domenico Millelire est construit par le chantier naval Odero-Terni-Orlando (OTO) de La Spezia en Italie, et mis sur cale le 19 janvier 1925. Il est lancé le 19 septembre 1927 et est achevé et mis en service le 21 août 1928. Il est commissionné le même jour dans la Regia Marina.

## Histoire du service
Entre mars et septembre 1933, le Domenico Millelire a été utilisé pour soutenir la traversée de l'Atlantique d'Italo Balbo. Avec son navire-jumeau (sister ship) Balilla et les canonnières Biglieri et Matteucci, il a traversé l'Atlantique sous le commandement du capitaine de corvette Franco Zannoni. Il a servi de radiophare et a signalé les conditions météorologiques aux avions de Balbo; ce voyage a également servi à tester les qualités océaniques de la classe Balilla, qui ont été jugées bonnes. Une fois à Chicago, le sous-marin a été visité par Italo Balbo qui a ensuite fait un discours à l'équipage.
Il a participé clandestinement à la guerre civile d'Espagne, sans obtenir aucun résultat.
Au moment où l'Italie est entrée dans la Seconde Guerre mondiale, il était obsolète; cependant, il a effectué 11 missions de guerre, couvrant environ 5 000 millesnautiques (9 200 km).
En décembre 1940, il a tenté sans succès de torpiller un sous-marin naviguant dans le canal d'Otrante, près de Isola di Fano.
Après quelques mois, il a été affecté à l'école de sous-marins de Pola, avec le Balilla.
Il a servi dans cette école jusqu'au 15 avril 1941, date à laquelle il a été désarmé.
Appelé GR. 248, il est devenu un bateau ponton pour le chargement et le stockage de carburant.
Le 13 septembre 1942, à la remorque du destroyer Saetta, il transporte 443 tonnes de fioul.
À la fin de la guerre, il a été retrouvé coulé à Palerme.
Récupéré et désarmé en 1946, il est acheté en 1948 par Pirelli et transformé en entrepôt de latex.
Il a été démantelé en 1977, quarante-neuf ans après son achèvement.